# 根岸孝旨
根岸 孝旨（ねぎし たかむね、1961年9月28日 - ）は、日本のベーシスト、アレンジャー、音楽プロデューサー。埼玉県出身。

## 人物
CoccoやGRAPEVINE、くるり、aiko、つじあやの、中島美嘉、木村カエラ、一青窈、miwaなどの作品を数曲プロデュースした経験を持つ音楽プロデューサー。Dr.StrangeLove、JUNK FUNK PUNK、kōkuaでバンド活動を展開する一方、ベーシストとしていきものがかり、サザンオールスターズ、奥田民生、吉井和哉、藤井フミヤなどのレコーディングやライブをサポートしていた。

## 略歴
学生時代より音楽活動を始める。大学1年のときに小田原豊らとザ・フーを模倣したバンドでコンテストに出場し、準優勝。大学3年から4年にかけて太田裕美のバックバンドに参加。またファンキー末吉と知り合ったことで爆風スランプの前身の爆風銃のローディーをやったり、YENレーベルでアルバイトをしたことでゲルニカやタンゴ・ヨーロッパ、YMOのレコーディングなどのスタジオ作業に参加したりするようになり、音楽の仕事に関わるようになる。
1989年、古田たかし、長田進とDr.Strange Loveを結成。この3人で色々な仕事をこなす中で藤井フミヤのツアーなどが評判を呼び、奥田民生に声を掛けられる。その後、Dr.Strange Loveで奥田民生のサポートを10年間務める。
1991年から1993年末まで、小林武史の紹介でサザンオールスターズのレコーディングに参加したことをきっかけに、病気療養中のメンバー関口和之の代役としてライブにも参加する。
1997年、Dr.Strange Loveでメジャーデビューを果たす。同年、Coccoのプロデュースを始める。

## 主な仕事

### 楽曲提供
- 五十嵐寿也
- 一世風靡SEPIA
- 伊藤かずえ
- うしろゆびさされ組
- 榎本くるみ
- 大杉久美子
- 太田貴子
- 影山ヒロノブ
- 片岡鶴太郎
- 茅弘二
- 川村かおり
- 川村万梨阿
- 北出菜奈
- 木村カエラ
- 串田アキラ
- 久嶋美さち
- 楠田亜衣奈
- 黒沢秀樹
- こおろぎ'73
- Cocco
- 小西一弘
- 酒井法子
- 沢崎靖英
- しらいしりょうこ
- 陣内孝則
- 貴水博之
- 竹村拓
- チェッカーズ
- 仲村知夏
- ニャンギラス
- 野沢直子
- 橋本潮内
- バブルガム・ブラザーズ
- パワーズ
- 日髙のり子
- 平野正人
- 福永恵規
- 堀江美都子
- 松岡英明
- 松下里美
- 水木一郎
- 三ツ矢雄二
- 息っ子クラブ
- 森脇健児
- 山野さと子
- 山本百合子
- ゆうゆ
- 湯江健幸
- 元彪

### 編曲・プロデュース
- 相川七瀬
- aiko
- アナム&マキ
- 阿部真央
- アンダーグラフ
- Anly
- UEBO
- 宇宙まお
- 榎本くるみ
- エレファントカシマシ
- オトナモード
- カラーボトル
- 川村かおり
- 川村万梨阿
- 木村カエラ
- 久嶋美さち
- 杏子
- くるり
- GRAPEVINE
- 黒木渚
- 黒沢秀樹
- GEN
- Kenji,Gota and Negi
- COIL
- Cocco
- the ARROWS
- siren
- Tribute To Carpenters（佐藤竹善、ベッキー、BEAT CRUSADERS etc.）
- さくら学院
- the PeteBest
- C-999
- 椎名林檎
- shame
- Jackson vibe
- JUNIEL
- SHUUBI
- ジョゼ
- しらいしりょうこ
- 白鳥マイカ
- 新世界リチウム
- スターダストレビュー
- スネオヘアー
- 貴水博之
- つじあやの
- Tiara
- DOG HAIR DRESSERS
- TOMOO
- 中島美嘉
- 中村中
- NIKIIE
- 日食なつこ
- Birthday Suit
- ハルカトミユキ
- 一青窈
- hitomi
- the PeteBest
- FLYING KIDS
- fra-foa
- Machico
- 溝渕文
- miwa
- ムーンライダーズ
- LUNKHEAD
- 山崎あおい
- 山本彩
- 夕食ホット
- UNIST
- YO-KING
- 夜の本気ダンス
- LUNKHEAD
- luki
- logical emotion

## サポート

### レコーディング
- 相川七瀬
- aiko
- Abingdon boys school
- Angelina
- 家入レオ
- いきものがかり
- 石川よしひろ
- 五木ひろし
- 稲葉浩志
- 井上陽水
- 井上陽水奥田民生
- 今井美樹
- Wink
- 上田現
- U.N.O.BAND
- 江口洋介
- 大塚愛
- 岡村靖幸
- 奥田民生
- Garden
- 加藤いずみ
- 華原朋美
- 川中茂則
- kyo
- 杏子
- CRACKPOT
- 黒沢秀樹
- 小泉今日子
- CALL
- 財津和夫
- さかいゆう
- 阪本奨悟
- サザンオールスターズ[注 3]
- THE XXXXXX
- 桑田佳祐
- 原由子
- 椎名林檎
- SHOGO
- Superfly
- スガシカオ
- スキマスイッチ
- Skoop On Somebody
- 鈴木祥子
- Spiral Life
- 貴水博之
- 高橋一生
- 竹仲絵里
- 谷村有美
- chay
- 辻仁成
- 豊崎愛生
- 中川翔子
- 中村雅俊
- nanaco
- のん
- Birthday Suit
- 元ちとせ
- 秦基博
- Honey L Days
- PUFFY
- 浜崎貴司
- 福耳
- 福山雅治
- 藤井フミヤ
- 藤原ヒロシ
- ポルノグラフィティ
- 宮本英治
- miwa
- 森山直太朗
- 山下久美子
- YUKI
- 吉井和哉
- 和久井映見
- 渡辺美里
- りあん

### 主な参加ツアー
- 岡村靖幸（1988 - 1991）
- サザンオールスターズ（1991 - 1994）
- 藤井フミヤ（1988 - 1991）
- 奥田民生（1995 - 2004）
- Cocco（1997 - 2000、2006、2017）
- 吉井和哉（2005 - 2006）
- ポルノグラフィティ（2006 - 2009）

## 所属グループ
POW!
1982年に平井豊（Guitar）、根岸孝旨（Bass）、小田原豊（Drums）の3人で結成したロックバンド。
SENSE OF WONDER
キーボード奏者で日本のプログレッシブ・ロックの第一人者でもある難波弘之が結成したバンド。1989年に加入。
Dr.StrangeLove
長田進（Guitar/Vocal）、根岸孝旨（Bass/Vocal）、あらきゆうこ（Drums/Vocal）による音楽ユニット。古田たかし（Drums/Vocal）は元メンバー。
kōkua
メンバーはスガシカオ（Vocal）、武部聡志（Keyboard）、小倉博和（Guitar）、根岸孝旨（Bass）、屋敷豪太（Drums）。
JUNK FUNK PUNK
岸利至（Synthesizer/Programming/Vocoder/Voice）、根岸孝旨（Bass/Vocal）、西川進（Guitars/E.Sitar/Cho）によるバンド。
Ninth Innocence
鈴木結女（Vo）、高橋圭一（Gt/ アレンジャー/ サウンドプロデューサー）、根岸孝旨（Ba）、白井アキト（Key）、山本真央樹（Dr）からなるバンド。2016年結成。